# Sabina Kratochvilová
Sabina Kratochvilová (* 25. ledna 1959 Brno) je česká malířka, grafička a ilustrátorka. Jejím manželem je sochař, malíř, architekt Jan Kratochvil. Společně v Brně založili Muzeum českého a slovenského exilu 20. století.

## Život a dílo
Narodila se v Brně 25. ledna 1959. Už v první polovině 70. let zaujala svými dětskými kresbami na kolektivních výstavách. Vystudovala grafiku u Dalibora Chatrného na umělecké průmyslovce v Brně a poté se věnovala jednak výtvarné tvorbě a jednak výuce na lidové škole umění (LŠU).
Za manžela si vzala Jana Kratochvila (* 1951), jednoho ze tří synů někdejšího skautského představitele, válečného agenta-chodce a pozdějšího protikomunistického exulanta Josefa Kratochvila, jehož bratry byli spisovatel Jiří Kratochvil a fotograf Jef Kratochvil. Manžel vystřídal řadu civilních zaměstnání jako kulisák, rekvizitář či restaurátor a při zaměstnání vystudoval sochařství. Sabina se spolu s ním angažovala v brněnském disidentském hnutí.
Po sametové revoluci v roce 1989 se manželé zapojili do společenského dění a činností bojujících proti totalitním režimům. Mimo jiné iniciovali pozvání papeže Jana Pavla II. k návštěvě Československa roku 1990, Sabina Kratochvilová kaligraficky upravila oficiální pozvánku podepsanou kardinálem Josefem Vlkem a prezidentem Václavem Havlem.
Když byl patrně v roce 2005 vrácen rodině v restituci areál původního kláštera a pozdějšího královopolského pivovaru ve Štefánikově ulici, manželé v něm v listopadu 2007 založili Muzeum českého a slovenského exilu 20. století, slavnostně otevřené 29. listopadu 2008 za účasti předsedy vlády Mirka Topolánka a dalších osobností. Manželé Kratochvilovi v muzeu shromáždili obsáhlou sbírku audentických exponátů se vztahem k československým dějinám 20. století. Uspořádali zde také řadu výstav, mezi nimiž byly Židovská Morava – Židovské Brno, Český a slovenský exil, 100. výročí československých legií, Život ve stínu šibenice nebo Rytíři nebes. K těmto tématům také společně publikovali knihy, jež Sabina Kratochvilová výtvarně zpracovala.
U vstupu muzea byla instalována pamětní deska připomínající předválečný pobyt manželova otce a dále zde instalovali pamětní desku připomínající parašutisty, kteří zahynuli v červnu 1942 v kostele sv. Cyrila a Metoděje v Resslově ulici v Praze. V listopadu 2009 odhalili pomník protikomunistického odboje v Bohunicích, na jehož výtvarné podobě manželé vzájemně spolupracovali.
Sabina Kratochvilová pracovala také na jiných realizacích, navrhla například vitráže pro kostel v Olomučanech na Blanensku, postavený na konci 30. let 20. století, a namalovala i křížovou cestu.
V únoru 2019 byla i se svým manželem odměněna Cenou města Brna pro rok 2018 za zásluhy o svobodu a demokracii. V lednu 2023 manželé opět společně obdrželi Cenu Ústavu pro studium totalitních režimů za mimořádný přínos k reflexi novodobých dějin.